# Hành lang MiG

Hành lang MiG (MiG Alley)

Hành lang MiG (tiếng Anh:MiG Alley) hay Thung lũng MiG là tên của phi công Không quân Hoa Kỳ đặt cho một vị trí địa lý nằm ở đông bắc Cộng hòa Dân chủ Nhân dân Triều Tiên, giáp biên giới với Trung Quốc,ngay sát dòng sông Áp Lục đổ ra biển Hoàng Hải. Trong suốt cuộc Chiến tranh Triều Tiên (1950-1953), các cuộc không chiến giữa máy bay F-86 Sabre của Không quân Hoa Kỳ-Hải quân Hoa Kỳ và Không quân Hàn Quốc với máy bay Mikoyan-Gurevich MiG-15 của Không quân Quân Giải phóng Nhân dân Trung Quốc, Không quân Liên Xô và Không quân Triều Tiên thường xảy ra tại đây nên nó có biệt danh là Hành lang MiG. Tại đây đã hình thành những cuộc không chiến có quy mô lớn đầu tiên giữa lực lượng Không quân liên minh 3 quốc gia Trung Quốc - Liên Xô - Triều Tiên và Không quân Hoa Kỳ trong thời Chiến tranh Lạnh.

## Lịch sử

### Máy bay MiG thâm nhập

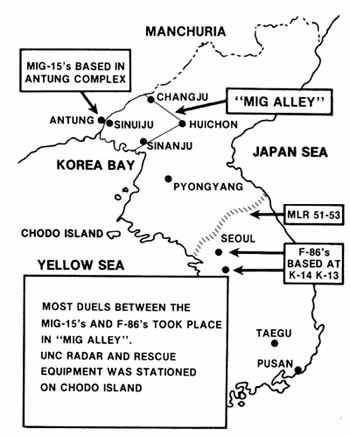
Lược đồ các vùng không chiến tại Triều Tiên

Khi Triều Tiên phát động cuộc chiến chống Hàn Quốc từ ngày 25 tháng 6 năm 1950, khi đó, họ sở hữu 1 lực lượng không quân lạc hậu với toàn máy bay từ thời Thế chiến thứ hai như Yakovlev Yak-9 và Lavochkin La-9 cùng với những phi công kém kinh nghiệm. Khi Không quân Hoa Kỳ,Hải quân Hoa Kỳ và Thủy quân Lục chiến Hoa Kỳ tham gia chiến đấu thì lực lượng này ngày càng vơi dần do trong Chiến tranh Triều Tiên các loại khu trục cơ cánh quạt F-51 Mustang, F4U Corsair và loại phi cơ sử dụng trên tàu sân bay là Supermarine Seafire, khu trục cơ F-80 và F9F Panther xuất hiện làm chủ bầu trời, áp đảo các phi cơ cánh quạt của Cộng hòa Dân chủ Nhân dân Triều Tiên như Yakovlev Yak-9 và Lavochkin La-9.
Trong vòng vài tháng, máy bay F-80 Shooting Star và Republic F-84 Thunderjet của Không quân Mỹ đã làm chủ bầu trời bán đảo Triều Tiên, tạo cơ hội cho oanh tạc cơ B-29 Superfortress hoạt động. Cùng lúc đó, Triều đang nhận được sự hậu thuẫn từ phía Trung Quốc và Liên Xô nhằm phản công chiếm lại toàn bộ bán đảo.Đến tháng 10 năm 1950, Triều dân thất thế, lúc này Liên Xô đã đồng ý giúp Triều Tiên xây dựng lực lượng không quân tiên tiến, cung cấp cho Triều Tiên những máy bay Mikoyan-Gurevich MiG-15 và bổ sung thêm cho Trung Quốc loại máy bay này và cả đào tạo phi công cho cả hai nước.
Tháng 11 năm 1950, hàng trăm máy bay Mikoyan-Gurevich MiG-15 của Trung Quốc, Liên Xô, Triều Tiên tập trung ở căn cứ không quân An Tùng, tỉnh Mãn Châu, Trung Quốc. Căn cứ này nằm ngay sát biên giới Trung-Triều, gần dòng sông Áp Lục. Các máy bay của lực lượng Liên quân Hoa Kỳ thì tập trung ở sân bay K-13 tại Suwon và K-14 tại Kimpo, Hàn Quốc. Sau này 2 sân bay K-13 và K-14 trở thành căn cứ của F-86 Sabre.
Khi chiếc Mikoyan-Gurevich MiG-15 Xô Viết được đưa vào hoạt động tại Triều Tiên vào tháng 11 năm 1950, nó vượt hơn tất cả những máy bay đang hoạt động trong các lực lượng thuộc Liên Hợp Quốc. Cuộc không chiến đầu tiên xảy ra ngày 1 tháng 11 năm 1950 khi 8 chiếc MiG-15 của Xô Viết đánh chặn 15 chiếc P-51 Mustang của Mỹ và trung úy phi công Liên Xô Fiodor Chizh đã bắn hạ phi công Aaron Abercrombie. Vài ngày sau,trung úy phi công Semyon Jominich (hay còn được đanh vần là Khominich) của Liên Xô đã trở thành phi công đầu tiên trên thế giới bắn hạ máy bay phản lực khi anh tiêu diệt chiếc F-80C của phi công Hoa Kỳ Frank Van Sickle trong 1 cuộc hỗn chiến giữa 10 chiếc F-80C và 3 MiG-15.
Ngày 9 tháng 10 năm 1950, Liên Xô phải chịu thiệt hại đầu tiên khi trung úy phi công Mỹ William T. Amen bắn hạ đại úy phi công Mijael Grachev.. Giữa tháng 11 năm 1950, máy bay Mỹ ném bom lên đất Trung Quốc và đã buộc Quân Giải phóng Nhân dân Trung Quốc phải tham chiến trực tiếp.
Thứ 5 ngày 12 tháng 4 năm 1951 được gọi là ngày thứ năm đen đủi của phi công Mỹ khi 3 phi đội MiG-15 (2 phi đội của Liên Xô,1 phi đội của TQ,30 chiếc) tấn công 3 phi đội ném bom B-29 Superfortress (36 chiếc) cùng với 100 máy bay F-80 Shooting Star và F-84 Thunderjet đi bảo vệ. 12 chiếc B-29 bị bắn rơi trong khi không có chiếc MiG nào của Liên Xô và Trung Quốc bị hạ. Các phi vụ của Mỹ bị dừng lại trong khoảng ba tháng sau đó, buộc các lực lượng Hoa Kỳ phải thay đổi chiến thuật ban đêm trong các nhóm nhỏ.
Nhưng ưu thế này không có được bao lâu khi tháng 12 năm 1950, Không quân Hoa Kỳ bắt đầu sử dụng phi cơ F-86 Sabre tại Triều Tiên, đặc biệt là phiên bản F-86F được đưa vào hoạt động vào năm 1953. Chúng có hỏa lực dày đặc hơn, tốc độ xấp xỉ các chiếc Mikoyan-Gurevich MiG-15 của Liên Xô nên nhiều cuộc không chiến dữ dội xảy ra giữa 2 phe suốt 2 năm giao tranh. Nhiều lần, F-86 còn tấn công sang cả biên giới Trung Quốc, áp sát sân bay An Tùng, gây nhiều cuộc "siêu hỗn chiến trên không" với hàng chục, hàng trăm máy bay quần thảo bên nhau trên bầu trời của Hành lang MiG.

#### Sự hiện diện của Sabrejet
Chiếc F-86 Sabre được Không quân Hoa Kỳ đưa vào phục vụ từ năm 1949. Tháng 12 năm 1950, Không quân Hoa Kỳ bắt đầu sử dụng phi cơ F-86 Sabre tại Triều Tiên. Các phi cơ MiG có thể bay cao hơn, 50.000 ft so với 42.000 ft (12.800 mét) của phi cơ đồng minh, cho thấy lợi thế rõ ràng lúc khởi đầu của không chiến của MiG. Trong lúc bay đường trường thì tốc độ tối đa của chúng bằng nhau - khoảng 660 dặm Anh một giờ (1.060 km/giờ). Phi cơ MiG có thể vượt lên cao tốt hơn; phi cơ Sabre có thao tác bay tốt hơn và có thể chúi xuống dưới tốt hơn. Về mặt vũ khí, phi cơ MiG mang hai khẩu pháo 23 mm và một đại bác 37 mm, so với phi cơ Sabre có sáu khẩu súng máy nòng cỡ 0,5 inch (12,7 mm). Các khẩu súng máy nòng cỡ 0,5 inch của Mỹ có thể bắn ra nhiều đạn hơn, trong khi pháo của MiG-15 có thể bắn ra các phát đạn uy lực hơn. Bảo trì là một vấn đề đối với phi cơ Sabre, và phần lớn phi cơ của Liên hiệp quốc đã bị giữ dưới mặt đất để sửa chữa trong suốt cuộc chiến.

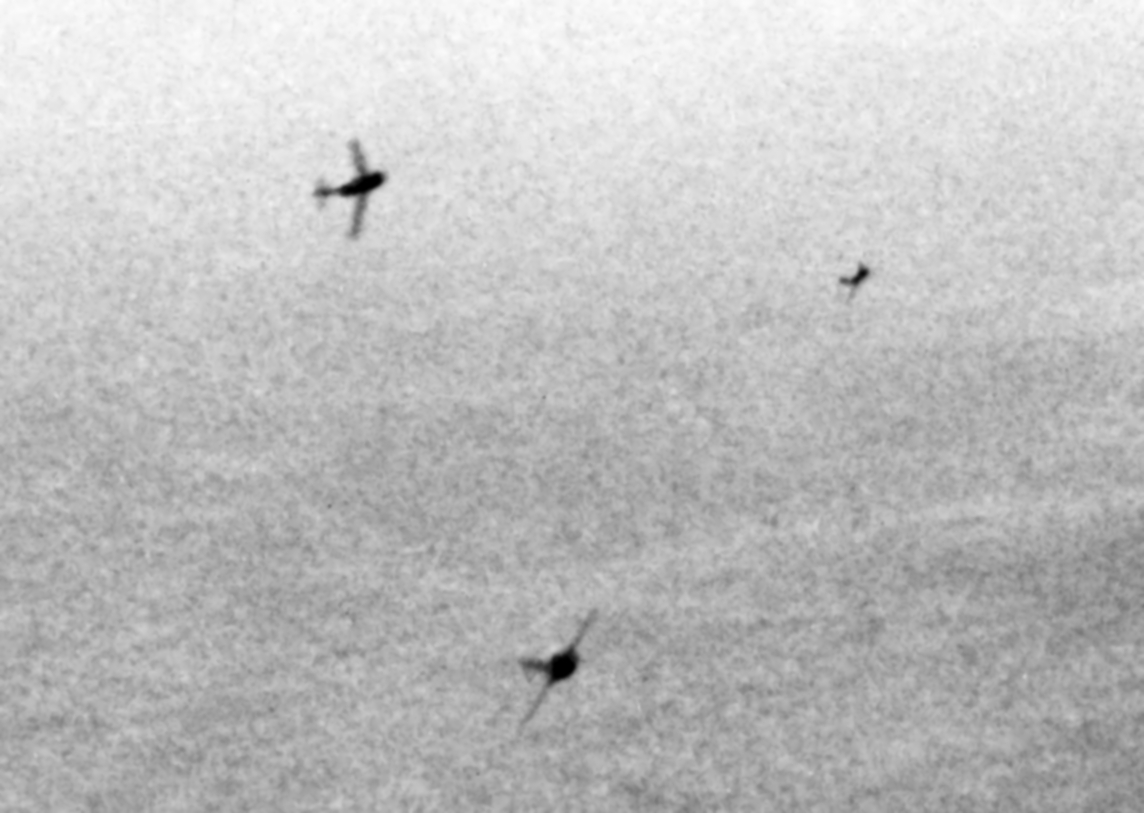
Mikoyan-Gurevich MiG-15 đang bay lượn vòng chuẩn bị tấn công B-29 năm 1951

Nhiều phi công Hoa Kỳ là những cựu binh Thế Chiến II nhiều kinh nghiệm trong khi các phi công Cộng hòa Dân chủ Nhân dân Triều Tiên và Trung Quốc thường thiếu kinh nghiệm, là nguyên do đưa đến những chiến thắng của chiếc F-86. Cho dù những kết quả thực tế như thế nào, rõ ràng là các phi công F-86 không thể có nhiều chiến thắng như vậy trên các phi công Xô Viết lái MiG-15 được huấn luyện kỹ càng hơn. Lúc đầu các phi công Xô Viết lái phần lớn những chiếc MiG-15 tham chiến tại Triều Tiên, nhưng số phi công Triều Tiên và Trung Quốc ngày càng tích cực hoạt động hơn khi chiến tranh tiếp diễn. Xô Viết và đồng minh của họ thỉnh thoảng hay tranh chấp ưu thế trên không tại "Hành lang MiG", một khu vực gần cửa sông Áp Lục (biên giới giữa Triều Tiên và Trung Quốc) nơi mà các cuộc không chiến ác liệt nhất đã diễn ra. Cánh ổn định ngang di động toàn bộ của phiên bản F-86E đã giúp cho chiếc Sabre có ưu thế quan trọng trên chiếc MiG-15. Cho dù trái ngược với các quy luật tiếp chiến, các đơn vị F-86 thường gây chiến trên không phận các căn cứ của MiG tại "khu ẩn náu" Mãn Châu.
Những nhu cầu cân bằng trong hoạt động chiến đấu cùng với nhu cầu duy trì một cấu trúc lực lượng thỏa đáng tại Tây Âu đã dẫn đến việc chuyển đổi Không đoàn Tiêm kích Đánh chặn 51 từ kiểu máy bay F-80 sang kiểu F-86 vào tháng 12 năm 1951. Hai không đoàn tiêm kích-ném bom 8 và 18 cũng chuyển đổi sang kiểu máy bay F-86F vào mùa Xuân năm 1953. Phi đội 2 Không quân Nam Phi cũng sử dụng F-86 và hoạt động nổi bật trong Phi đoàn Tiêm kích Ném bom 18.

## Kết quả

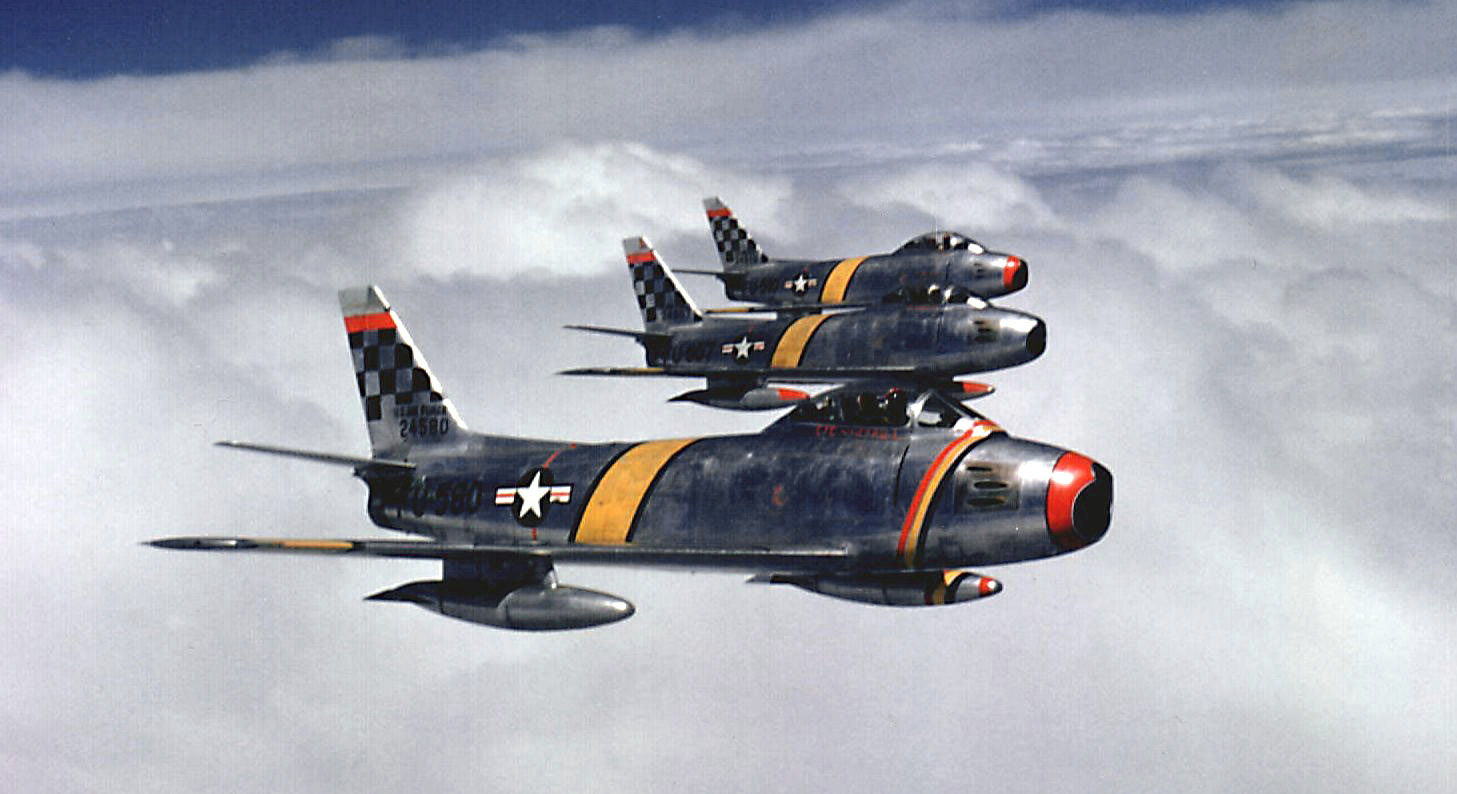
Máy bay F-86 của phi đội số 51 Hoa Kỳ đang bay trên bầu trời Triều Tiên năm 1953

Trong số các nhân tố khác tạo ra lợi thế của các phản lực cơ F-86 là chất lượng ống ngắm radar tốt hơn của các phản lực cơ F-86 (dẫn đến việc gắn các hệ thống cảnh báo radar lần đầu tiên trên các máy bay tiêm kích MiG), các mặt số dễ nhìn hơn trong phòng lái, hệ thống điều khiển và giữ thăng bằng lúc bay tốt hơn, và sự đưa vào sử dụng bộ đồ bay chống gia tốc. Trong khi đó, MiG-15 có ưu thế ở trần bay cao hơn và leo cao tốt hơn nên có thể tham chiến với lợi thế về vị trí, đồng thời MiG-15 cũng dễ bảo trì hơn nên có thể hoạt động với cường độ cao hơn.
Các phi công F-86 của Hoa Kỳ cho là họ đã bắn rơi 792 phi cơ MiG-15 và 108 phi cơ khác trong khi chỉ mất 78 phi cơ Sabres, một tỉ lệ vượt xa 10:1. Báo cáo chính thức sau chiến tranh của Không quân Hoa Kỳ đã ước tính lại để loại bỏ bớt các tuyên bố phóng đại của phi công Mỹ, và báo cáo này đưa ra con số tiêu diệt được 379 chiếc MiG trong khi mất 103 chiếc F-86 Sabre đưa đến một tỉ lệ thắng:thua chỉ gần bằng 3,7:1. Nghiên cứu hiện đại năm 2005 do Dorr, Lake, và Thompson thực hiện cho biết tỷ lệ thắng:thua lại giảm hơn nữa, thực sự chỉ gần bằng 2:1 Một nghiên cứ năm 2008 của RAND dựa trên các số liệu công bố gần đây đã kết luận rằng tỷ lệ thắng:thua thực tế cho F-86 chỉ đạt khoảng 1,8:1, và có khả năng là chỉ đạt 1,3:1 khi chống lại MiG do các phi công Liên Xô điều khiển (các phi công Triều Tiên, Trung Quốc nhìn chung là có trình độ thấp hơn phi công Liên Xô)
Liên Xô tuyên bố họ đã 1.097 bắn hạ máy bay Liên quân và 335 MiG bị mất vào thời gian đó. Con số mất mát chính thức của Trung Hoa là 231 phi cơ bị bắn rơi trong các cuộc chiến đấu không đối không (224 chiếc trong số đó là MiG-15) và 168 mất mát khác. Con số mất mát của không quân Triều Tiên không được tiết lộ. Ước tính là Triều Tiên mất khoảng 200 phi cơ trong giai đoạn đầu của cuộc chiến, và thêm 70 phi cơ sau khi Trung Hoa can thiệp. Liên Xô công bố bắn hạ 650 máy bay F-86, và Trung Hoa tuyên bố là hạ thêm 211 phi cơ F-86 nữa trong không chiến - có lẽ đây là sự thổi phồng. Theo một công bố của Hoa Kỳ vừa qua, con số phi cơ F-86 từng có mặt tại Bán đảo Triều Tiên suốt cuộc chiến tổng cộng chỉ có 674 và tổng số phi cơ F-86 mất vì nhiều lý do là khoảng 250 chiếc.
Dù sao thì việc Hoa Kỳ so sánh trực tiếp các mất mát của phi cơ F-86 Sabre và MiG-15 có lẽ là không hợp lý, vì 3 nguyên nhân: 
- Các mục tiêu chính yếu của MiG-15 và F-86 là khác nhau. Mục tiêu chính của các phi cơ MiG-15 là săn đuổi oanh tạc cơ hạng nặng B-29 Superfortress, trong khi mục tiêu chính của các phi cơ F-86 Sabre là săn đuổi MiG-15 (có nghĩa là khi không chiến, F-86 sẽ tìm cách tấn công MiG-15, trong khi MiG-15 thường sẽ tìm cách né tránh F-86 để tấn công những chiếc B-29). Nói cách khác là các trận đấu giữa F-86 và MiG-15 thường chỉ diễn ra khi MiG-15 đã bị F-86 bám đuổi khiến phi công MiG-15 phải ngoặt lại để tự vệ, còn nếu không thì phi công MiG-15 sẽ không tìm cách tiêu diệt F-86.
- Cách tính tổn thất của Mỹ có phần mập mờ: những máy bay Mỹ bị trúng đạn của MiG-15 nhưng không rơi tại chỗ mà rơi trên đường quay về thì sẽ được Mỹ tính là rơi do "tai nạn" hoặc vì "nguyên nhân khác", cách tính này đã làm giảm bớt số máy bay bị MiG bắn hạ so với thực tế.
- Ngoài ra, cách so sánh của Mỹ cũng không tính đến số lượng các loại máy bay khác bị bắn rơi bởi MiG-15, gồm hàng trăm chiếc F-80 Shooting Star, F-84 Thunderjet, B-29 Superfortress và một số loại máy bay khác (cần nhớ rằng B-29 mới là mục tiêu chính của MiG-15 và loại máy bay ném bom hạng nặng này còn đắt gấp 4 lần so với F-86, chưa kể mỗi B-29 rơi thì có tới 10 phi công thiệt mạng). Việc so sánh thiệt hại của MiG-15 chỉ với loại F-86 Sabre đã "giấu đi" hàng trăm máy bay khác khác do MiG-15 bắn rơi, tạo ra một ấn tượng giả về tỷ lệ tổn thất giữa 2 bên.

## Phi công Ace
Ách (Ace) là danh hiệu cho các phi công quân sự bắn hạ được từ 5 máy bay của đối phương trở lên từ Chiến tranh thế giới thứ nhất. Các cuộc chiến ở Hành lang MiG đã cho ra rất nhiều phi công như vậy bao gồm 67 phi công Liên Xô, 40 phi công Mỹ và 7 phi công Trung Quốc.
Đứng đầu bảng là phi công Liên Xô đại tá Nikolai Sutyagin, ông đã bắn rơi 21 máy bay đối phương (bao gồm 3 F-86, 1 F-84 và 1 Gloster Meteor) trong vòng chưa đầy 7 tháng. Người thứ hai là thiếu tá Yevgeni G. Pepelyayev với 19 chiến công. Đứng đầu tốp các Ace của Hoa Kỳ là phi công đại úy Joseph C. McConnell với 16 chiến công, ông từng là phi công lái máy bay ném bom B-24 Liberator trong Thế chiến thứ Hai, chết năm 1954 trong 1 tai nạn. Còn phi công đứng đầu bảng người Trung Quốc là Châu Bảo Tùng với 9 chiến công.